# سوسک کرگدنی ساتاناس
سوسک کرگدنی ساتاناس (نام علمی: Dynastes satanas) گونه‌ای سوسک کرگدنی است که در سال ۱۹۰۹ میلادی به وسیله یولیوس  موزر گونه‌شناس آلمانی توصیف علمی شد. این گونه بومی بولیوی است. طول این گونه به ۱۱۵ میلی‌متر نیز می‌رسد.